# Ronde van Italië 2023/Derde etappe
De 3e etappe van de Ronde van Italië 2023 werd verreden op 8 mei. Deze etappe werd gewonnen door de Australiër Michael Matthews.

## Parcours
Een 213 kilometer lange rit tussen Vasto en Melfi met twee tussensprinten en twee klimmetjes van 3e en 4e categorie (Valico dei Laghi Di Monticchio en Valico La Croce).

## Verloop
De aanval van de dag kwam er van Alexander Konysjev en Veljko Stojnić beiden van Team Corratec zij kregen meer dan zes minuten voorsprong. Vanuit het peloton houden ploegen zoals Trek-Segafredo en Alpecin-Deceuninck de voorsprong onder controle. De vluchters werden gegrepen op 20 km van het einde en Thibaut Pinot veroverde de bergpunten op de Valico dei Laghi Di Monticchio gevolgd door Santiago Buitrago. Ook op de Valico La Croce de tweede klim van de dag was Pinot de beste en nam de bergtrui over van Paul Lapeira. 
In een tussensprint raapte Remco Evenepoel nog een bonusseconde op tegenover Primož Roglič. Aan de aankomst kwam het tot een massasprint waarin Michael Matthews sneller was dan Mads Pedersen en Kaden Groves.

## Uitslagen
| Vasto - Melfi (213 km) |                   |                          |          |
| Plaats                 | Naam              | Ploeg                    | tijd     |
| Winnaar                | Michael Matthews  | Team Jayco AlUla         | 5u01'41" |
| 2                      | Mads Pedersen     | Trek-Segafredo           | z.t.     |
| 3                      | Kaden Groves      | Alpecin-Deceuninck       | z.t.     |
| 4                      | Vincenzo Albanese | EOLO-Kometa              | z.t.     |
| 5                      | Stefano Oldani    | Alpecin-Deceuninck       | z.t.     |
| 6                      | Sven Erik Bystrøm | Intermarché-Circus-Wanty | z.t.     |
| 7                      | Primož Roglič     | Jumbo-Visma              | z.t.     |
| 8                      | Simone Velasco    | Astana Qazaqstan Team    | z.t.     |
| 9                      | Toms Skujiņš      | Trek-Segafredo           | z.t.     |
| 10                     | Andrea Vendrame   | AG2R-Citroën             | z.t.     |

| Algemeen klassement |                    |                   |           |
| Plaats              | Naam               | Ploeg             | Tijd      |
| Roze trui           | Remco Evenepoel    | Soudal-Quick Step | 10u18'07" |
| 2                   | João Almeida       | UAE Team Emirates | + 32"     |
| 3                   | Primož Roglič      | Jumbo-Visma       | + 44"     |
| 4                   | Stefan Küng        | Groupama-FDJ      | + 46"     |
| 5                   | Geraint Thomas     | INEOS Grenadiers  | + 58"     |
| 6                   | Aleksandr Vlasov   | BORA-hansgrohe    | z.t.      |
| 7                   | Tao Geoghegan Hart | INEOS Grenadiers  | + 1'02"   |
| 8                   | Michael Matthews   | Team Jayco AlUla  | z.t.      |
| 9                   | Jay Vine           | UAE Team Emirates | +"1'08    |
| 10                  | Mads Pedersen      | Trek-Segafredo    | + 1'18"   |

1e etappe ·
2e etappe ·
3e etappe ·
4e etappe ·
5e etappe ·
6e etappe ·
7e etappe ·
8e etappe ·
9e etappe ·
10e etappe ·
11e etappe ·
12e etappe ·
13e etappe ·
14e etappe ·
15e etappe ·
16e etappe ·
17e etappe ·
18e etappe ·
19e etappe ·
20e etappe ·
21e etappe
Startlijst · Eindstanden · Afbeeldingen